# Drabet på Mariann Preisler
Drabet på Mariann Preisler fandt sted på plejehjemmet Dronning Anne-Marie Centret på Frederiksberg mellem 26. december om aftenen og 27. december 2023 om morgenen. Den 81-årige Ebbe Preisler er sigtet for at have dræbt sin et år yngre hustru med en overdosis metadon. Ebbe Preisler forsøgte tilsyneladende at begå selvmord efter at han – ifølge politiet – gav sin hustru en overdosis medicin, men han overlevede.
Drabet har fået meget opmærksomhed i pressen, bl.a. på grund af, at parret har markeret sig i den offentlige debat – både gennem en kronik i Politiken i september 2023 og i et interview med Jyllands-Posten, hvor de tydeligt tilkendegav, at de ønskede hjælp til at dø sammen. Ægteparret havde været sammen i 50 år.

## Baggrund
Mariann Preisler blev født den 16. januar 1943. Hun var uddannet tilskærer og kunsthåndværker, og beskæftigede sig både med skulpturer og billedkunst. Preisler havde i 26 år lidt af Parkinsons sygdom.
Ebbe Preisler blev født den 3. september 1942. I 1971 stiftede han et produktionsfirma i eget navn, som over årene producerede en lang række kort-, dokumentar- og spillefilm – ofte med fokus på marginaliserede samfund og mennesker både i Danmark og internationalt. Herudover har han haft flere fremtrædende poster i interesseorganisationer i filmbranchen. Ebbe Preisler lider selv blandt andet af lungesygdommen KOL og prostatakræft.

### Drabssag
Den 80-årige Mariann Preisler blev konstateret død af en læge onsdag morgen den 27. december 2023 på plejehjemmet Dronning Anne-Marie Centret, et plejehjem på Frederiksberg, der er drevet af OK-Fonden. Her boede hun efter at have været svært syg med Parkinsons gennem 26 år. På natbordet ved siden af Mariann Preislers seng fandt personalet på Dronning Anne-Marie Centret et afskedsbrev, hvor hendes mand skrev, at Mariann Preisler følte sig "træt, ufri, magtesløs og ked af det".
Ebbe Preisler blev fundet i sit hjem på Frederiksberg, hvor han sov tungt, men var i live. Den 30. december 2023 blev Ebbe Preisler fremstillet i grundlovsforhør ved Københavns Byret. Her blev han varetægtsfængslet i 11 dage frem til den 10. januar 2024. Dommeren hæftede sig i sin argumentation ved, at den nu afdøde Mariann Preisler i tiden før sin død var ude af stand til at udtrykke ønske om, at hun ville dræbes. Dommeren lagde også til grund, at Ebbe Preisler må have været bekendt med, at hun var i den tilstand. Den 12. januar 2024 blev han løsladt efter et retsmøde i Østre Landsret. Han er fortsat sigtet for drabet på Marianne Preisler.